# Negrowiec
Negrowiec – (1707 m n.p.m.) szczyt w południowo-zachodniej części Gorganów, które są częścią Beskidów Wschodnich. Jest to najwyższy szczyt grzbietu Piszkonii.